# Conus kostini
Conus kostini is een slakkensoort uit de familie van de Conidae. De wetenschappelijke naam van de soort is voor het eerst geldig gepubliceerd in 2012 door Filmer, Monteiro, Lorenz & Verdasca.